# Paul Küchenthal
Paul Arthur Rennig Alfred Küchenthal (* 10. März 1875 in Braunschweig; † im 20. Jahrhundert) war ein deutscher Philologe und Abgeordneter des Provinziallandtages der preußischen Provinz Hessen-Nassau.

## Leben
Paul Küchenthal wurde als Sohn des Polizeisergeanten Johann Heinrich Küchenthal und dessen Gemahlin Henriette Auguste Riedel geboren. Nach dem Abitur studierte er Germanistik an der Georg-August-Universität Göttingen und promovierte. Seit dem Studium gehörte er dem Akademisch-Neuphilologischen Verein im WCV (seit 1912 Neuphilologische Verbindung Normannia; heute: Turnerschaft Gottingo-Normannia Göttingen) an. Nach dem Studium wirkte er als Studiendirektor in Gelnhausen. Während des Ersten Weltkrieges wurde er 1918 mit dem Verdienstkreuz für Kriegshilfe ausgezeichnet.
Für die Hessen-nassauische Arbeitsgemeinschaft errang er im Jahre 1921 ein Mandat für den Kurhessischen Kommunallandtag des Regierungsbezirks Kassel, aus dessen Mitte er zum Abgeordneten des Provinziallandtages der Provinz Hessen-Nassau bestimmt wurde. Er blieb bis zum Jahre 1925 in den Parlamenten.